# Echipa națională de fotbal feminin a României

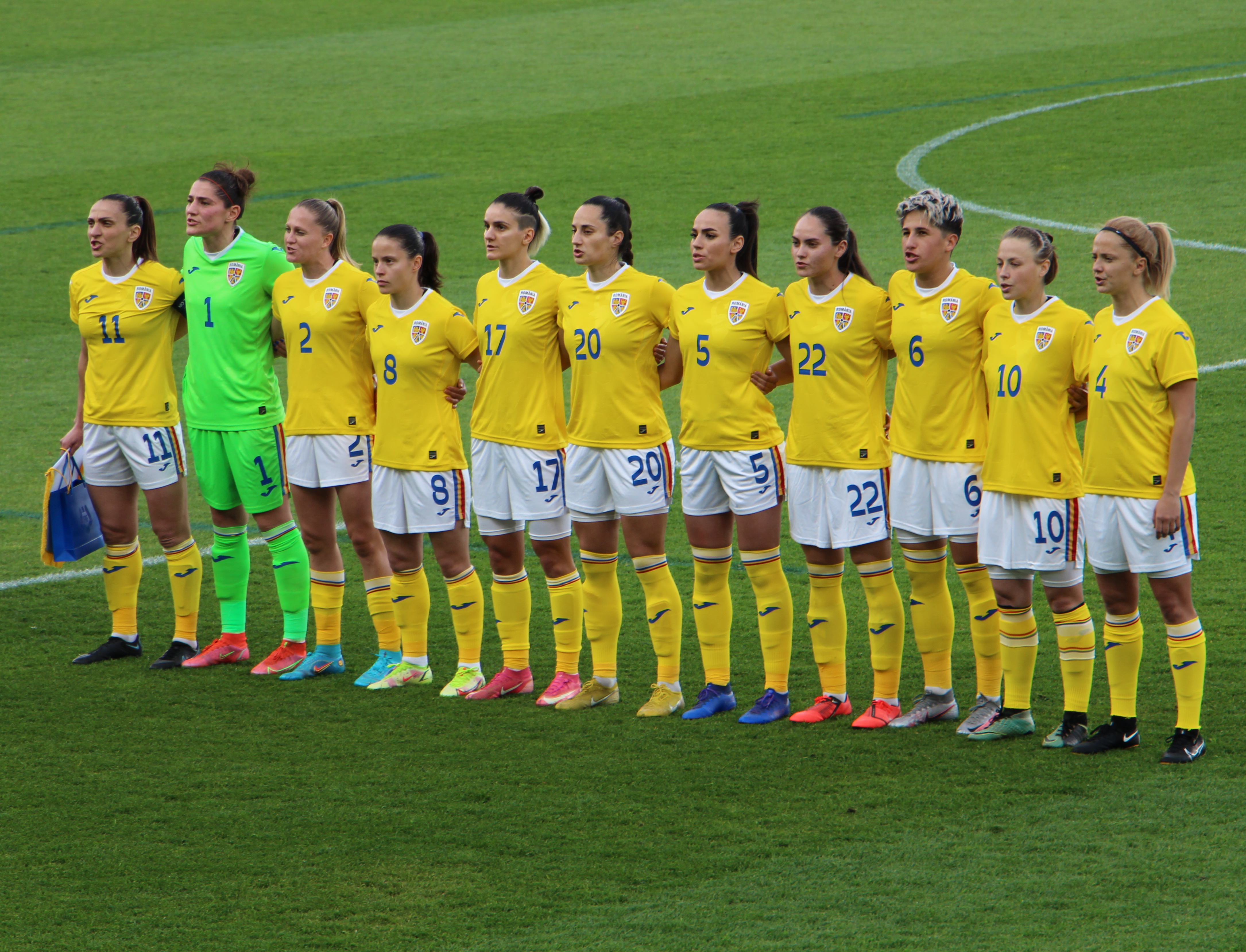
Echipa națională din 2022

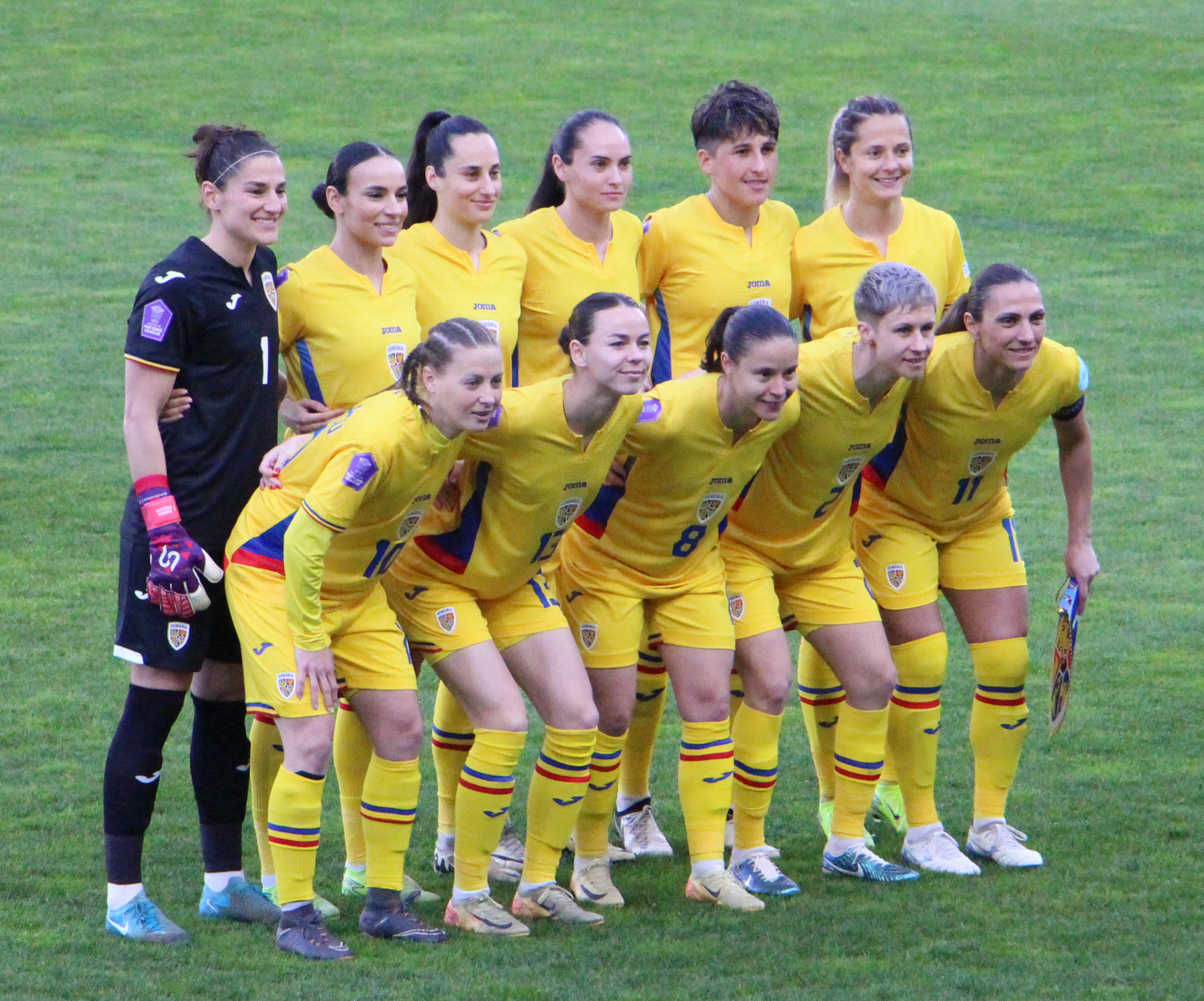
Echipa din 2025

Echipa națională de fotbal feminin a României reprezintă România în competițiile internaționale de fotbal feminin.

## Istorie
Din anii 1960 s-au jucat meciuri și competiții neoficiale de fotbal feminin. În București a fost organizat un campionat municipal.
În anul 1990 s-a oficializat practicarea fotbalului feminin în România. În luna iunie a aceluiași an, echipa națională feminină a fost invitată la un turneu internațional în Italia la Messina. Echipa României a debutat pe 4 iunie 1990, jucând împotriva selecționatei olimpice a Italiei și a câștigat cu 7-1. Lotul era alcătuit din jucătoarele: Henrieta Petre (Stoenescu), Lucia Cormos Ghioc, Carmen Apostol, Dana Vasilescu, Maria Delicoiu (căpitan), Ana Stăncuță, Carmen Marinău, Camelia Obada (Humulescu), Georgeta Ciocan, Violeta Mîndruț și Victorina Simion, primul gol a fost marcat de Victorina Simion. În luna septembrie a aceluiași an a urmat la București primul meci împotriva unei echipe naționale, cea din Republica Moldova. România s-a impus cu 4-1.

### Cupa Algarve
Echipa națională a participat de două ori la Cupa Algarve, jucând în Grupa C, în care echipele mai slabe concurează primele una împotriva celeilalte. În 2010, echipa a câștigat grupa și apoi a câștigat meciul de plasare ulterior pentru locul 7 împotriva Finlandei, al patrulea în Grupa A.
- 1994 până în 2009: nu a participat
- 2010: locul 7
- 2011: locul 12
- 2012 până în 2022: nu a participat

### Cupa Cipru
La a 14-a ediție a Cupei Ciprului feminin, România a terminat pe locul 3 în 2023.

### Parcursul pentru Campionatul European
În timpul calificărilor pentru Campionatul European din 1997, ele au suferit două înfrângeri cu 8-0 în decurs de o săptămână, mai întâi împotriva Danemarcei și apoi împotriva Suediei; pierzând meciurile de baraj ulterioare împotriva Ucrainei, România a fost retrogradată în clasa B pentru calificările ulterioare. În calificările la Campionatul European din 2001, România și-a câștigat grupa în clasa B, accesând play-off-ul pentru acces în clasa A, dar după o înfrângere cu 8-0 în fața Islandei în returul play-off-ului, româncele au rămas în clasa B. Odată cu desființarea ulterioară a claselor de calificare, România a participat la turneele de calificare atât pentru Campionatul Mondial, cât și pentru Campionatul European, fără a obține rezultate semnificative.
Ele nu au reușit să se califice la Campionatul European din 2017. Au terminat pe locul doi în Grupa 3, în spatele Franței și înaintea Ucrainei. Deoarece doar cele mai bune șase echipe de pe locul doi s-au calificat la Campionatul European, acestea au fost nevoite să meargă la baraj din cauza unei diferențe de goluri care a fost cu un gol mai proastă decât Rusia. Acolo au eșuat în cele din urmă împotriva Portugaliei. Play-off-ul a văzut ambele meciuri încheiate la egalitate: prima manșă în Portugalia s-a încheiat cu 0–0, în timp ce returul din România s-a încheiat 1–1 după prelungiri și echipa portugheză a avansat datorită regulii golurilor în deplasare. 
Pe 27 februarie 2019, România a câștigat un meci amical împotriva Turkmenistanului cu 13–0, stabilind recordul de victorie cu cea mai mare golaveraj.
Începând cu 15 martie 2024, echipa se află pe locul 45 în clasamentul FIFA.

## Rezultate în competiții internaționale

### Campionate europene
| Campionate Europene de Fotbal Feminin | Campionate Europene de Fotbal Feminin | Campionate Europene de Fotbal Feminin | Campionate Europene de Fotbal Feminin | Campionate Europene de Fotbal Feminin | Campionate Europene de Fotbal Feminin | Campionate Europene de Fotbal Feminin | Campionate Europene de Fotbal Feminin | Campionate Europene de Fotbal Feminin | Campionate Europene de Fotbal Feminin |
| An                                    | Tur                                   | Poziție                               | J                                     | V                                     | E                                     | Î                                     | GM                                    | GP                                    | P                                     |
| ------------------------------------- | ------------------------------------- | ------------------------------------- | ------------------------------------- | ------------------------------------- | ------------------------------------- | ------------------------------------- | ------------------------------------- | ------------------------------------- | ------------------------------------- |
| 1984                                  | Nu s-a înscris                        | Nu s-a înscris                        | Nu s-a înscris                        | Nu s-a înscris                        | Nu s-a înscris                        | Nu s-a înscris                        | Nu s-a înscris                        | Nu s-a înscris                        | Nu s-a înscris                        |
| 1987                                  | Nu s-a înscris                        | Nu s-a înscris                        | Nu s-a înscris                        | Nu s-a înscris                        | Nu s-a înscris                        | Nu s-a înscris                        | Nu s-a înscris                        | Nu s-a înscris                        | Nu s-a înscris                        |
| 1989                                  | Nu s-a înscris                        | Nu s-a înscris                        | Nu s-a înscris                        | Nu s-a înscris                        | Nu s-a înscris                        | Nu s-a înscris                        | Nu s-a înscris                        | Nu s-a înscris                        | Nu s-a înscris                        |
| 1991                                  | Nu s-a înscris                        | Nu s-a înscris                        | Nu s-a înscris                        | Nu s-a înscris                        | Nu s-a înscris                        | Nu s-a înscris                        | Nu s-a înscris                        | Nu s-a înscris                        | Nu s-a înscris                        |
| 1993                                  | Nu s-a calificat                      | Nu s-a calificat                      | Nu s-a calificat                      | Nu s-a calificat                      | Nu s-a calificat                      | Nu s-a calificat                      | Nu s-a calificat                      | Nu s-a calificat                      | Nu s-a calificat                      |
| 1995                                  | Nu s-a calificat                      | Nu s-a calificat                      | Nu s-a calificat                      | Nu s-a calificat                      | Nu s-a calificat                      | Nu s-a calificat                      | Nu s-a calificat                      | Nu s-a calificat                      | Nu s-a calificat                      |
| 1997                                  | Nu s-a calificat                      | Nu s-a calificat                      | Nu s-a calificat                      | Nu s-a calificat                      | Nu s-a calificat                      | Nu s-a calificat                      | Nu s-a calificat                      | Nu s-a calificat                      | Nu s-a calificat                      |
| 2001                                  | Nu s-a calificat                      | Nu s-a calificat                      | Nu s-a calificat                      | Nu s-a calificat                      | Nu s-a calificat                      | Nu s-a calificat                      | Nu s-a calificat                      | Nu s-a calificat                      | Nu s-a calificat                      |
| 2005                                  | Nu s-a calificat                      | Nu s-a calificat                      | Nu s-a calificat                      | Nu s-a calificat                      | Nu s-a calificat                      | Nu s-a calificat                      | Nu s-a calificat                      | Nu s-a calificat                      | Nu s-a calificat                      |
| 2009                                  | Nu s-a calificat                      | Nu s-a calificat                      | Nu s-a calificat                      | Nu s-a calificat                      | Nu s-a calificat                      | Nu s-a calificat                      | Nu s-a calificat                      | Nu s-a calificat                      | Nu s-a calificat                      |
| 2013                                  | Nu s-a calificat                      | Nu s-a calificat                      | Nu s-a calificat                      | Nu s-a calificat                      | Nu s-a calificat                      | Nu s-a calificat                      | Nu s-a calificat                      | Nu s-a calificat                      | Nu s-a calificat                      |
| 2017                                  | Nu s-a calificat                      | Nu s-a calificat                      | Nu s-a calificat                      | Nu s-a calificat                      | Nu s-a calificat                      | Nu s-a calificat                      | Nu s-a calificat                      | Nu s-a calificat                      | Nu s-a calificat                      |
| 2022                                  | Nu s-a calificat                      | Nu s-a calificat                      | Nu s-a calificat                      | Nu s-a calificat                      | Nu s-a calificat                      | Nu s-a calificat                      | Nu s-a calificat                      | Nu s-a calificat                      | Nu s-a calificat                      |
| Total                                 | 0/9                                   | -                                     | -                                     | -                                     | -                                     | -                                     | -                                     | -                                     | -                                     |

### Cupe mondiale
| Campionate Mondiale de Fotbal Feminin | Campionate Mondiale de Fotbal Feminin | Campionate Mondiale de Fotbal Feminin | Campionate Mondiale de Fotbal Feminin | Campionate Mondiale de Fotbal Feminin | Campionate Mondiale de Fotbal Feminin | Campionate Mondiale de Fotbal Feminin | Campionate Mondiale de Fotbal Feminin | Campionate Mondiale de Fotbal Feminin | Campionate Mondiale de Fotbal Feminin |
| An                                    | Rezultat                              | J                                     | V                                     | E                                     | Î                                     | GM                                    | GP                                    | P                                     |                                       |
| ------------------------------------- | ------------------------------------- | ------------------------------------- | ------------------------------------- | ------------------------------------- | ------------------------------------- | ------------------------------------- | ------------------------------------- | ------------------------------------- | ------------------------------------- |
| 1991                                  | Nu s-a calificat                      | Nu s-a calificat                      | Nu s-a calificat                      | Nu s-a calificat                      | Nu s-a calificat                      | Nu s-a calificat                      | Nu s-a calificat                      | Nu s-a calificat                      | Nu s-a calificat                      |
| 1995                                  | Nu s-a calificat                      | Nu s-a calificat                      | Nu s-a calificat                      | Nu s-a calificat                      | Nu s-a calificat                      | Nu s-a calificat                      | Nu s-a calificat                      | Nu s-a calificat                      | Nu s-a calificat                      |
| 1999                                  | Nu s-a calificat                      | Nu s-a calificat                      | Nu s-a calificat                      | Nu s-a calificat                      | Nu s-a calificat                      | Nu s-a calificat                      | Nu s-a calificat                      | Nu s-a calificat                      | Nu s-a calificat                      |
| 2003                                  | Nu s-a calificat                      | Nu s-a calificat                      | Nu s-a calificat                      | Nu s-a calificat                      | Nu s-a calificat                      | Nu s-a calificat                      | Nu s-a calificat                      | Nu s-a calificat                      | Nu s-a calificat                      |
| 2007                                  | Nu s-a calificat                      | Nu s-a calificat                      | Nu s-a calificat                      | Nu s-a calificat                      | Nu s-a calificat                      | Nu s-a calificat                      | Nu s-a calificat                      | Nu s-a calificat                      | Nu s-a calificat                      |
| 2011                                  | Nu s-a calificat                      | Nu s-a calificat                      | Nu s-a calificat                      | Nu s-a calificat                      | Nu s-a calificat                      | Nu s-a calificat                      | Nu s-a calificat                      | Nu s-a calificat                      | Nu s-a calificat                      |
| 2015                                  | Nu s-a calificat                      | Nu s-a calificat                      | Nu s-a calificat                      | Nu s-a calificat                      | Nu s-a calificat                      | Nu s-a calificat                      | Nu s-a calificat                      | Nu s-a calificat                      | Nu s-a calificat                      |
| 2019                                  | Nu s-a calificat                      | Nu s-a calificat                      | Nu s-a calificat                      | Nu s-a calificat                      | Nu s-a calificat                      | Nu s-a calificat                      | Nu s-a calificat                      | Nu s-a calificat                      | Nu s-a calificat                      |
| 2023                                  | Nu s-a calificat                      | Nu s-a calificat                      | Nu s-a calificat                      | Nu s-a calificat                      | Nu s-a calificat                      | Nu s-a calificat                      | Nu s-a calificat                      | Nu s-a calificat                      | Nu s-a calificat                      |
| Total                                 | 0/8                                   | -                                     | -                                     | -                                     | -                                     | -                                     | -                                     | -                                     |                                       |

## Jucătoare

### Lotul actual
Următoarea echipă a fost anunțată pentru meciul cu  Croația din 23 februarie 2021.
| Nr. | Poz. | Jucător               | Data nașterii (vârsta)         | Selecții | Goluri | Club                     |
| --- | ---- | --------------------- | ------------------------------ | -------- | ------ | ------------------------ |
|     | P    | Sara Câmpean          | 16 iulie 2003 (21 de ani)      | 0        | 0      | Olimpia Cluj             |
|     | P    | Camelia Ceasar        | 13 decembrie 1997 (27 de ani)  | 1        | 0      | Roma                     |
|     | P    | Andreea Părăluță      | 27 noiembrie 1994 (30 de ani)  | 34       | 0      | Levante                  |
|     | P    | Szidonia Salamon      | 3 aprilie 2000 (25 de ani)     | 0        | 0      | Heniu                    |
|     |      |                       |                                |          |        |                          |
|     | F    | Antonia Bratu         | 7 octombrie 2004 (20 de ani)   | 2        | 0      | Sassuolo                 |
|     | F    | Andreea Corduneanu    | 26 iunie 1995 (29 de ani)      | 28       | 2      | Heniu                    |
|     | F    | Maria Ficzay          | 8 noiembrie 1991 (33 de ani)   | 46       | 2      | Olimpia Cluj             |
|     | F    | Erika Geréd           | 28 aprilie 1999 (26 de ani)    | 6        | 0      | Vasas                    |
|     | F    | Teodora Meluță        | 3 august 1999 (25 de ani)      | 17       | 0      | Lugano                   |
|     | F    | Olivia Oprea          | 19 martie 1987 (38 de ani)     | 41       | 0      | Villarreal               |
|     | F    | Valentina Petre       | 26 februarie 1999 (26 de ani)  | 0        | 0      | Fair Play București      |
|     | F    | Cristina Tudorache    | 20 septembrie 2002 (22 de ani) | 0        | 0      | Universitatea Alexandria |
|     |      |                       |                                |          |        |                          |
|     | M    | Ioana Bălăceanu       | 11 iulie 2003 (21 de ani)      | 2        | 0      | Olimpia Cluj             |
|     | M    | Mădălina Boroș        | 26 martie 2000 (25 de ani)     | 0        | 0      | Heniu                    |
|     | M    | Ioana Bortan          | 23 ianuarie 1989 (36 de ani)   | 45       | 1      | Olimpia Cluj             |
|     | M    | Mihaela Ciolacu       | 12 august 1998 (26 de ani)     | 24       | 0      | Olimpia Cluj             |
|     | M    | Nicoleta Deca         | 2 iulie 1995 (29 de ani)       | 0        | 0      | Fortuna                  |
|     | M    | Diana Grecu           | 8 aprilie 1999 (26 de ani)     | 0        | 0      | Heniu                    |
|     | M    | Roxana Mirea          | 26 mai 2003 (21 de ani)        | 1        | 0      | Olimpia Cluj             |
|     | M    | Bianca Sandu          | 22 aprilie 1992 (33 de ani)    | 10       | 0      | Diósgyőr                 |
|     | M    | Ștefania Vătafu       | 12 iulie 1993 (31 de ani)      | 43       | 10     | Anderlecht               |
|     | M    | Ana Maria Vlădulescu  | 4 martie 2001 (24 de ani)      | 6        | 1      | Vasas                    |
|     |      |                       |                                |          |        |                          |
|     | A    | Mara Bâtea            | 12 aprilie 1995 (30 de ani)    | 31       | 4      | Olimpia Cluj             |
|     | A    | Adina Cristina Borodi | 20 noiembrie 2004 (20 de ani)  | 1        | 0      | Olimpia Cluj             |
|     | A    | Cristina Carp         | 28 iulie 1997 (27 de ani)      | 17       | 7      | Lugano                   |
|     | A    | Bianca Ienovan        | 23 august 2002 (22 de ani)     | 0        | 0      | Fortuna                  |
|     | A    | Carmen Marcu          | 30 august 2001 (23 de ani)     | 2        | 0      | Olimpia Cluj             |
|     | A    | Laura Rus             | 1 octombrie 1987 (37 de ani)   | 38       | 18     | Fortuna                  |

## Jucătoare remarcabile
| Daniela Pufulete   | 113 | 43 |
| Florentina Olar    | 110 | 35 |
| Mirela Laslo       | 88  | 14 |
| Mihaela Burtică    | 85  | 4  |
| Elena Pavel        | 78  | 7  |
| Lenuța Pop         | 75  | 0  |
| Adriana Grigore    | 70  | 31 |
| Elena Striblea     | 65  | 15 |
| Gabriela Enache    | 64  | 44 |
| Dana Vasilescu     | 62  | 5  |
| Teodora Anton      | 57  | 14 |
| Victorina Simion   | 53  | 32 |
| Doina Stoica       | 49  | 0  |
| Mărioara Berinczan | 48  | 2  |
| Maria Delicoiu     | 45  | 0  |
| Carmen Apostol     | 44  | 3  |
| Mariana Ciorbă     | 39  | 29 |

## Selecționerii echipei naționale a României
- 1990-1992 Virgil Popescu[6]
- 1992-1996 Virgil Popescu, Iulian Vîlcu[6]
- 1996-1998 Ion Nunweiller [7]
- 1999-2002 Virgil Popescu, Maria Delicoiu[6]
- 2002-2007 Gheorghe Staicu[8]
- 2007-2014 Maria Delicoiu[8]
- 2014-2020 Mirel Albon[9]
- 2021-2024 Cristian Dulca[10]
- 2024-prezent Massimo Pedrazzini[11]

## Vezi și
- Echipa națională de fotbal a României